# بایزون

مناطق اشغال شده آلمان به رنگ بژ که خارج از کنترل متفقین قرار داشت شامل (سرزمینهای پیشین شرق آلمان که بر اساس توافقنامه مشترک۱۹۴۵ پوتسدام توسط انگلیس، اتحاد جماهیر شوروی و آمریکا کنترل می‌شد و همچنین توافقنامه ۱۹۴۶سار غرب آلمان که براساس تصمیم فرانسه و آمریکا در کنترل آنها بود)، همچنین ایالت آزاد هانسیتیک شهر برمن (که از اوائل ۱۹۴۷ مناطق انگلیسی تحت محاصره آمریکا بود).

بایزون (انگلیسی: Bizone) یا بایزونلا منطقه ترکیبی اشغال شده مشترک هنگام جنگ جهانی دوم و آلمان تحت اشغال متفقین بود که تحت اشغال پادشاهی متحد و ایالات متحده آمریکا در ژانویه ۱۹۴۷ بود و در اول اوت ۱۹۴۸ منطقه اشغالی فرانسه نیز به آن ضمیمه شد تا به منطقه سه‌گانه موسوم به (Trizone) تبدیل شود که البته به مزاح آن را ترایزونسیا (Trizonesia) می‌خواندند. متعاقباً در ۲۳ مه ۱۹۴۹ به جمهوری فدرال آلمان تبدیل شد که معمولاً به آلمان غربی موسوم است.

## جغرافیا و جمعیت

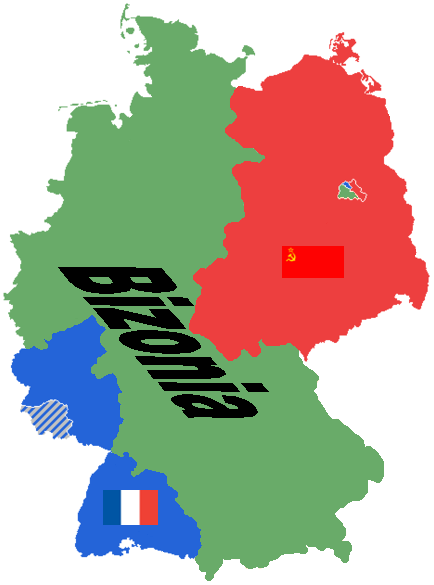
بایزون
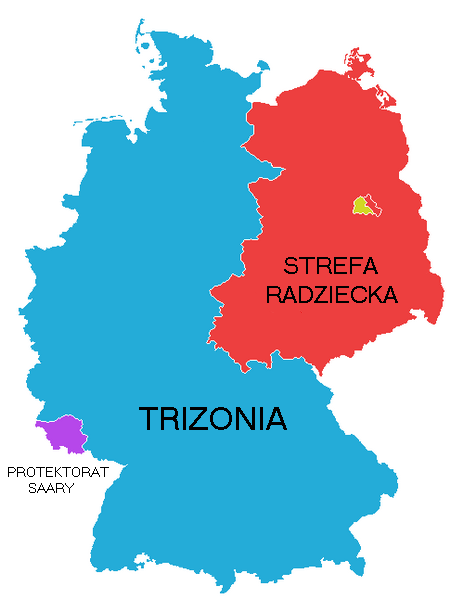
ترایزون
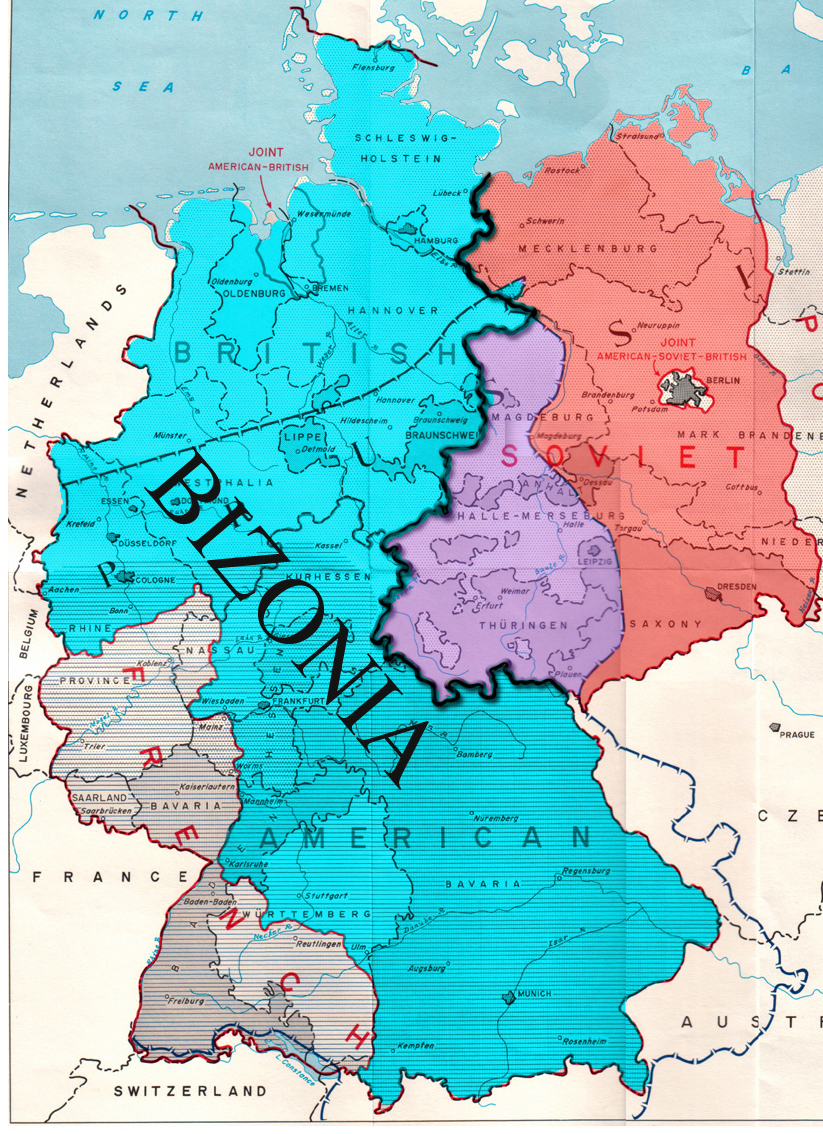
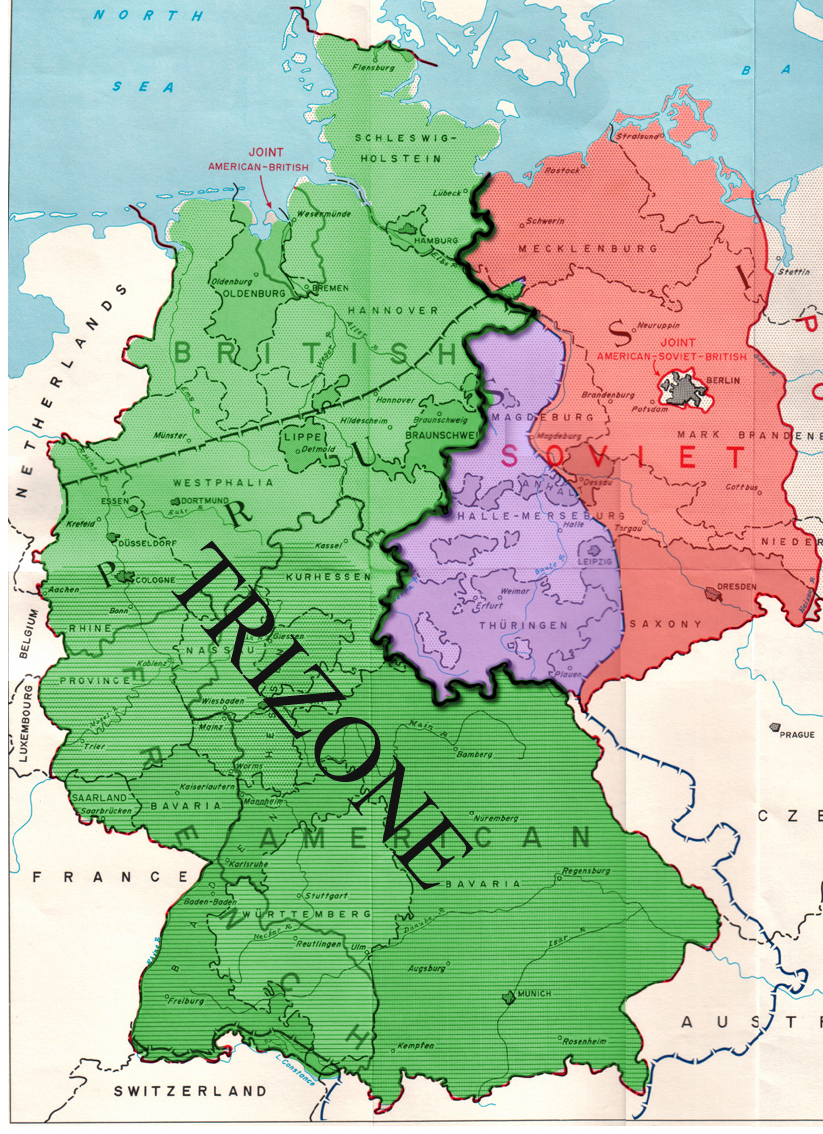